# Марија Рјемјењ
Марија Виталијивна Рјемјењ (укр. Марія Віталіївна Рємєнь; Макејевка, 25. новембар 1988) је украјинска атлетичарка, чија су специјалност спринтерске дисциплине на 60, 100 и 200 метара. Са Олесијом Повх, Наталијом Погребњак и Јелисаветом Бризгином била је члан националне штафете 4 × 100 м, која је освојила злато на Европском првенству 2010. са 42,29 што је било најбоље време у свету те године.

## Спортска каријера
На Европском првенству за млађе сениоре 2009. (У-23) била седма. Исте година на Светском првенству у Берлину, са штафетом није успела да се пласира у финале.
У 2010. такмичила се и на Светском првенству у дворани 2010. на 60 метара и испала у полуфиналу
Лични рекорд на 60 метара остварила је на Еврвопском првенству 2011 у Паризу када је била друга са 7,15., а на Светском првенству 2011. у Тегуу| са штафетом је трећа на свету са 42,51.. Штафета је била у саставу: Олесја Повх, Наталија Погребњак, Марија Рјемјењ и Христина Стуј.
У 2012. постиже највеће успехе. На Европском првенству у Хелсинкију постала је првак Европе на 200 метара  Архивирано на веб-сајту  (8. август 2014), а на Олимпијским играма у Лондону са штафетом Олесја Повх, Христина Стуј, Марија Рјемјењ и Јелизавета Бризгина била је трећа са новим националним рекордом 42,04.
Европским првенством у дворани 2013 у Гетеборгу успешно је почела ову годину. На 100 метара била је друга. Са штафетом победила је на Универзијади у Казању, али на Светском првенству у Москви није освојила медаљу. На 200 м била је седма (22,84), а са штафетом десета.
Дврострука је првакиња Украјине у трци на 200 м (2009, 2010).

## Лични рекорди
на отвореном
100 м — 11,06 (+1,1), Јалта, 5. јун 2013.
150 м — 16,73 (+2,0), Амстердам, 31. август 2013.
200 м — 22,58 (+1,3), Лондон (ЛОИ), 6. авгудт 2012.
у дворани
50 м 	6,18, Лијевен, 14. фебруар 2012.
60 м 	7,10, Гетеборг (ЕП). 3. март 2013.
200 м	23,71, Волгоград, 21. јануар 2012.

## Награде и признања
За освојену медаљу на олимпијским играма 2012. Марија Рјемјењ је 15. августа 2012. одликована од стране председника Украјине Орденом књегиње Олге III степена.